# Hovawart

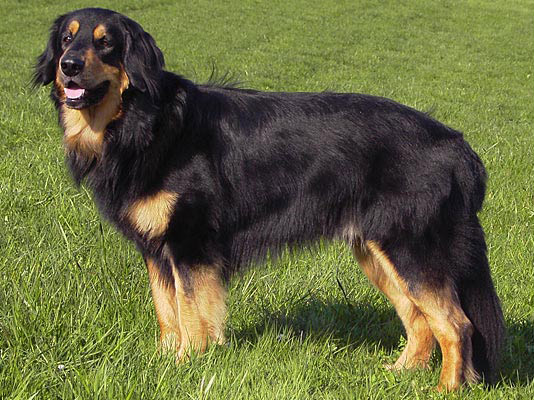
Hovawart Negre y Marró

El hovawart és una raça de gos de treball alemanya molt antiga. Se'l coneixia com a hofwart, que significava guardià del corral. Existien textos jurídics de l'any 1473 en què es condemna a pagar una multa a aquell que s'atrevia a matar un hovawart, sent aquesta més elevada si es cometia el crim a l'empara de la foscor de la nit. Després de l'època medieval, la seva popularitat va començar a declinar davant l'èxit d'altres races com el pastor alemany. Passades les dues guerres mundials, aquest gos gairebé va desaparèixer i va ser gràcies a apassionats de la raça com K. F. König o Otto Schramm que va aconseguir tirar endavant.
El hovawart és robust, de pit ample i profund i d'esquena ferma i recta. Té un cap ample i arrodonit i unes orelles caigudes i triangulars. Les seves potes són fortes i musculoses i la cua llarga i ben peluda. El pèl és llarg, lleugerament ondulat i pot ser de color ros, negre o negre amb taques rosses. És protector, decidit, agradable, tranquil, alegre i estable. Tendeix a escollir a un membre de la família al d'obeir per sobre de tot i en el qual focalitzar els seus afectes i atencions, encara que és atent amb tothom. És pacient i dolç amb els nens, amb els quals no es cansa de jugar. Sent predilecció per l'aigua, és un excel·lent nedador.

## Característiques
- Alçada a la creu: 63-70 cm els mascles i 58-65 cm les femelles
- Pes: uns 40 kg el mascle
- Mitjana de vida: 12 anys
- Relació amb altres gossos: molt bona
- Aptituds: gos de guarda, gos de defensa i de companyia
- Necessitats de l'espai: jardí si és possible
- Alimentació: 650 g diaris d'aliment complet sec
- Arranjament: limitat al raspallat

## Classificació
- Classificació general: Races de gossos grans
- Classificació segons la FCI: Grup 2: Gossos tipus Pinscher i Schnauzer Molosoides i gossos tipus muntanya i bouers suïssos> Molosoides